# Casa Lannister

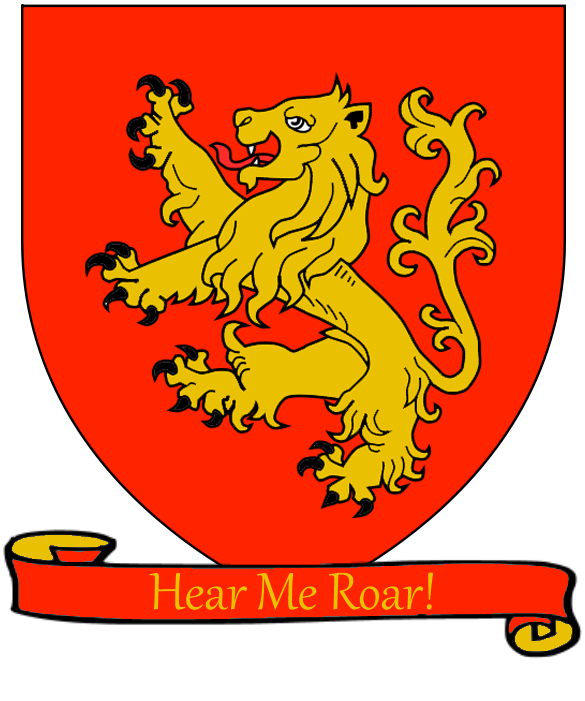
Escut de la casa Lannister amb el seu lema: «Sent com rugeixo»
Assentament: Roca Casterly
Religió: la fe dels set

La casa Lannister és una de les famílies que apareix en la sèrie de televisió de HBO Joc de Trons, basada en la saga literària Cançó de Gel i de Foc de George R. R. Martin. El seu símbol és un lleó daurat dins d'un fons vermell. Els seus principals enemics són els Stark. Són una de les famílies més poderoses dels set regnes, tant monetàriament com pel seu exèrcit. Des de la mort de Robert Baratheon, a la primera temporada, fins al final de la sisena, els Lannister dominen el tron de ferro. La fundació de la casa Lannister és atribuïda a Lann l'astut, que arrabassà roca Casterly a la casa Casterly. Actualment, roca Casterly és el principal assentament dels Lannister.

## Història
Els Lannister descendeixen dels guerrers nòmades dels Àndals, que van passar a ser sedentaris quan Lann l'astut, també conegut com l'engalipador, va enganyar als Casterly i els arrabassà la fortalesa. La família va augmentar i van començar a explotar els recursos naturals de la zona. En poques dècades el Lannister van acumular una riquesa immensa.
Quan el rei Aegon Targaryen, acompanyat pels seus dracs, arriba a roca Casterly amb intenció de conquerir-la, es trobà l'oposició dels Lannister. Tot i tenir un exèrcit més nombrós, els dracs d'Aegon van acabar amb la resistència, i els Lannister van haver de donar suport als Targaryen per conservar Roca Casterly.
La casa Lannister inicialment no va participar en la rebel·lió liderada per Robert Baratheon per destronar a Aerys Targaryen. Aquesta insurrecció s'anomena la Guerra de l'Usurpador. Però, posteriorment, Tywin Lannister manà els seus exèrcits a Desembarco del Rey en una hàbil maniobra per guanyar-se la confiança del que seria el nou rei Robert Baratheon. Els Lannister acabaren amb tots els membres de la família Targaryen que encara es trobaven a la ciutat governamental. Durant l'assetjament a la ciutat, Jaime Lannister matà el que per llavors era el rei, Aerys Targaryen.
Després de la guerra el nou rei Robert Baratheon es casà amb Cersei Lannister l'única filla de Tywin Lannister per enfortir les relacions entre les dues cases. Varen tenir tres fills Joffrey, Myrcella i Tommen, que realment eren fruit de la relació entre Cersei i el seu germà Jaime.

## Membres principals

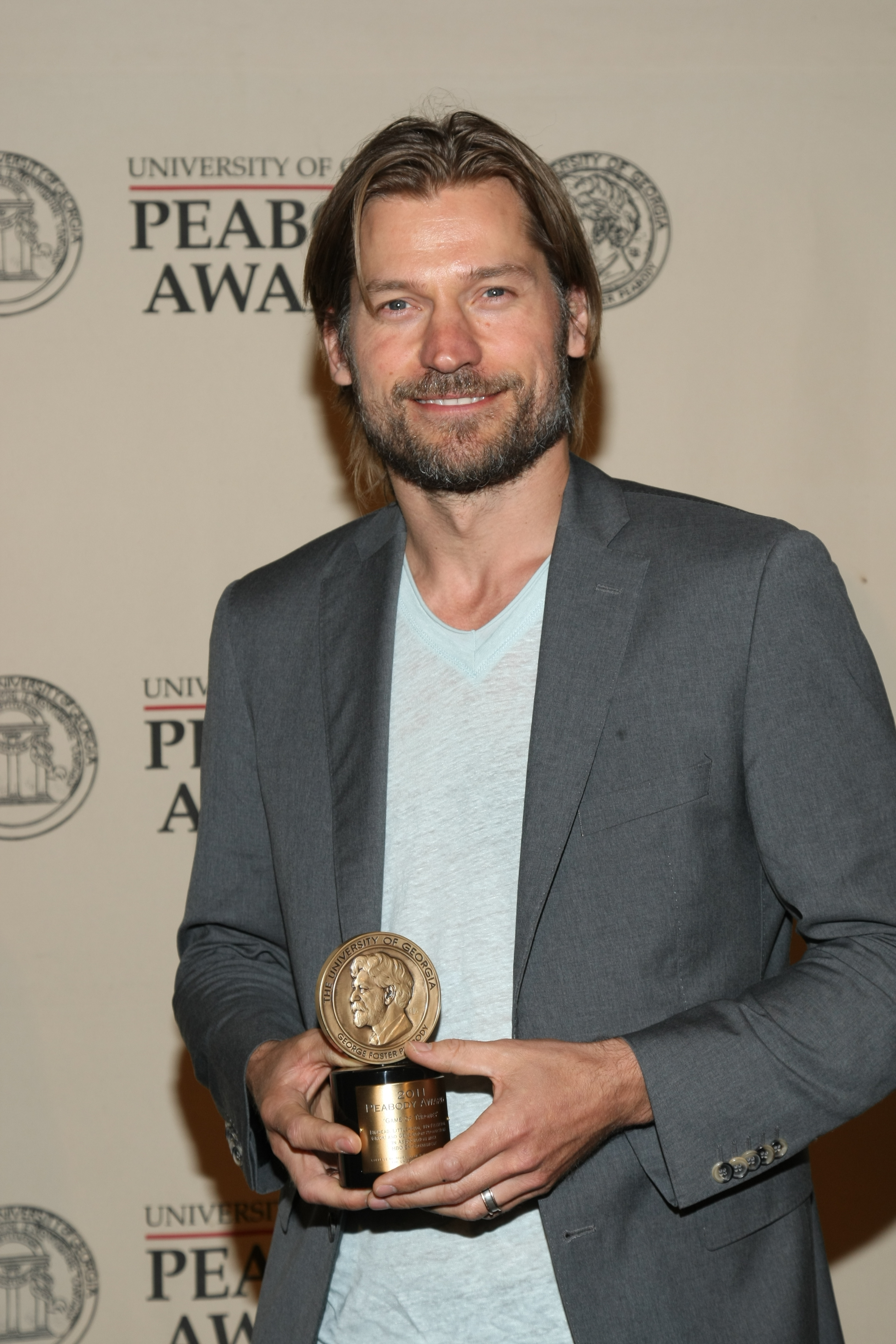
L'actor Nikolaj Koster (Jaime Lannister).

Tyrion Lannister: és el tercer fill de Tywin Lannister. Des de ben petit va haver de suportar el menyspreu dels seus familiars. El seu pare mai va perdonar que el seu part ocasionés la mort de la seva dona Joanna Lannister. A més a més, Tyrion Lannister va néixer amb nanisme, fet que ocasionar que el seu pare no el consideres apte per a lluitar. Veient que físicament no arribaria enlloc, Tyrion va desenvolupar el seu intel·lecte, cosa que li ha permès fer amistats amb persones de la talla de Daenerys Targaryen.
Cersei Lannister: Filla de Tywin Lannister i Joanna Lannister és la major dels seus tres germans. Va ser reina quan va contraure matrimoni amb Robert Baratheon. Ha tingut tres fills Tommen, Joffrey i Myrcella, aquests han sigut fruit de la seva relació amb el seu germà Jaime Lannister, que sempre ha negat per no tacar la reputació de la seva família. Cersei es caracteritza pel seu egoisme, no li importa res més enllà d'ella, els seus fills i el seu germà, Jaime.
Jaime Lannister: és el segon fill de Tywin i Joanna Lannister. Té el sobrenom de Matareis, que va guanyar quan va assassinar al rei boig, Aerys Targaryen. Té tres fills Joffrey, Tommen i Myrcella. Ha sigut comandant de la guàrdia reial durant els regnats de: Aerys Targaryen, Robert Baratheon, Joffrey Baratheon i Tommen Baratheon. Durant la batalla del bosc xiuxiuejant cau presoner dels Stark. Després de llargues negociacions els Stark accedeixen a posar en llibertat Jaime Lannister a canvi que Arya i Sansa Stark retornessin a Ivernalia. Però pel camí la companyia audaç liderada per Vargo Hoat el segresta i ordena que se li talli una mà. Jaime és descrit com un home de cabells daurats, ulls verds i de constitució robusta.
Tywin Lannister: fill de Tytos Lannister i Jayne Marbrand fou el cap de la casa Lannister i, per tant, senyor de Roca Casterly. Durant vint anys va ser la mà del rei Aerys Targaryen, més conegut com a rei boig. Va revalidar aquest títol quan el seu net Joffrey Baratheon ocupà el tron de ferro. Es va casar amb Joanna Lannister, la seva cosina. Va tenir tres fills, Jaime, Cersei i Tyrion, després de donar a llum aquest últim la seva esposa morí.
A la sèrie de televisió l'actor Charles Dance és l'encarregat d'interpretar el paper de Tywin Lannister. És un personatge summament ambiciós, sempre busca el millor per a la família Lannister. És despiadat i controlador.
Els trets físics més característics són la seva estatura i el color verd intens dels seus ulls.

## Guerra dels cinc reis
La guerra dels cinc reis ha estat la guerra més gran dels set regnes i la raó per la qual els Lannister dominen el tron de ferro. Aquesta s'inicià quan el rei Joffrey Baratheon, va ordenar arrestar i posteriorment decapitar a Eddard Stark, qui havia estat mà del rei Robert Baratheon i que acusen de traïció per voler arrabassar el tron a Joffrey Baratheon.
Quan la notícia que Eddard Stark havia estat capturat sota les ordres del nou rei Joffrey Baratheon, el seu fill Robert inicia una campanya d'unificació del nord per a derrotar a la Casa Lannister i prendre el poder del tron de ferro. És en aquest moment quan Robert Stark és autoproclamat el rei del nord. Els Lannister responen manant les seves tropes per combatre l'amenaça dels Stark.
Quan la guerra ja s'estava disputant, Cersei Lannister tem per la continuïtat dels Lannister com a governadors dels set regnes i obliga a Eddard Stark a honrar al seu fill Joffrey Baratheon, d'aquesta manera aquest es consolidaria com a rei. Però, després que Eddard mentís sobre la seva conformitat amb el regnat de Joffrey, aquest últim, desobeint les ordres de la seva mare, ordena assassinar al Lord Stark. Així augmentant l'ofensiva de la casa en qüestió.
Després de mesos de disputa els Lannister aconsegueixen guanyar la guerra i conservar el tron sota la mà de Joffrey Baratheon. Els exèrcits del nord es van veure molt minvats quan els Frey varen matar Robert Stark i la seva mare Catlyn Tully a la boda roja o red wedding.

## Roca Casterly
Roca Casterly és una fortalesa situada a la costa oest de ponent. Es troba en una zona inaccessible pels vaixells, ja que l'altura del penyal és superior al rang dels canons. És l'assentament principal dels Lannister. Lann l'astut prengué el control del bastió als Casterly i des de llavors ningú més ha pogut expulsar els Lannister del penyal.
Tot i que Lannisport és la ciutat portuària més important de la costa oest de ponent, Roca Casterly no es queda enrere, en part gràcies a la gran riquesa mineral de la zona.